# 피의자신문
|                                                                  |
| 형사소송법                                                       |
| 이념과 구조                                                      |
| 무죄 추정의 원칙 · 자백배제법칙 · 전문법칙                       |
| 증거보전청구권 · 형사보상청구권 · 독수독과이론                   |
| 실체적 진실주의 · 적정절차 · 신속한 재판의 원칙                  |
| 진술거부권 · 접견교통권 · 증거개시제도                           |
| 열람등사권 · 위법수집증거배제법칙                                |
| 법원                                                             |
| 제척 · 기피 · 회피 관할 · 이송 · 법관                            |
| 피고인과 변호인                                                  |
| 피고인 ·변호인 · 성명모용자 · 공동피고인 국선변호인 · 법정대리인 |
| 검사                                                             |
| 기소독점주의 · 검사 동일체의 원칙                                |
| 수사                                                             |
| 함정수사 · 불심검문 · 임의동행 · 동행요구 · 사법경찰관           |
| 구속                                                             |
| 구속영장 · 체포영장                                              |
| 증거법                                                           |
| 정황증거 · 전문증거 · 진술조서 · 진술서 · 실황조사서 · 검증조서  |
| 진술 · 증인                                                      |
| 재판                                                             |
| 공소장 · 공소장일본주의                                          |
| 고소 · 고발 · 고소불가분의 원칙 · 자수                           |
| 상소                                                             |
| 항소, 상고 & 비상상고                                            |
| 다른 7법 영역                                                    |
| 헌법 · 민법 · 형법                                               |
| 민사소송법 · 형사소송법 · 행정법                                 |
| 포털: 법 · 법철학 · 형사정책                                     |
| v • d • e • h                                                    |

피의자신문(被疑者訊問)이란 수사기관이 수사에 필요한 경우에 피의자 출석을 요구하여 피의자를 신문하고 그 진실을 듣는 절차를 말한다. 피의자신문 임의수사이므로 피의자는 출석요구에 응해야 할 의무가 없고 따라서 출석을 거부할 수 있고 출석한 때에는 언제든지 퇴거할 수 있다. 검사 또는 사법경찰관은 피의자를 신문하기 전에 일체의 진술을 하지 아니하거나 개개의 질문에 대하여 진술을 하지 아니할 수 있다는 것, 진술을 하지 아니하더라도 불이익을 받지 아니 한다는 것, 진술을 거부할 권리를 포기하고 행한 진술은 법정에서 유죄의 증거로 사용될 수 있다는 것, 신문을 받을 때에는 변호인을 참여하게 하는 등 변호인의 조력을 받을 수 있다는 것 등의 사항을 알려주어야 한다.
피의자의 진술은 조서의 기재하여야 한다. 조서는 피의자에게 열람하게 하거나 읽어 들려주어야 하며, 진술한 대로 기재되지 아니하였거나 사실과 다른 부분의 유무를 물어 피의자가 증감 또는 변경의 청구 등 이의를 제기하거나 의견을 진술한 때에는 이를 조서에 추가로 기재하여야 한다. 이 경우 피의자가 이의를 제기하였던 부분은 읽을 수 있도록 남겨두어야 한다.
피의자가 조서에 대하여 이의나 의견이 없음을 진술한 때에는 피의자로 하여금 그 취지를 자필로 기재하게 하고 조서에 간인한 후 기명날인 또는 서명하게 한다.

## 피의자신문조서의 증거능력 제한
- 규정에 비추어 수사기관이 피의자신문 조서를 작성함에 있어서는 그것을 열람하게 하거나 읽어 들려줘야 하는 것이나 그 절차가 비록 행해지지 않았다 하더라도 그것만으로 그 피의자신문 조서가 증거능력이 없게 된다고는 할 수 없다.[4]
- 피고인의 서명, 날인 및 간인이 없는 검사 작성의 피고인에 대한 피의자신문조서는 증거능력이 없다[5]
- 검찰주사 등이 검사의 지시에 따라 검사가 참석하지 않은 상태에서 피의자였던 피고인 신문조서를 작성하고 검사는 검찰주사 등의 조사 직후 피고인에게 개괄적으로 질문한 사실이 있을 뿐인데도 검사가 작성한 것으로 되어 있는 피의자신문조서는 검사가 피의자나 피의자 아닌 자의 진술을 기재한 조서에 해당하지 않는다[6]

## 피의자신문 수인의무
- 구속영장에 의하여 적법하게 구금된 피의자가 피의자신문을 위한 출석요구에 응하지 아니한다면 수사기관은 구속영장의 효력에 의하여 피의자를 조사실로 구인할 수 있지만, 그 피의자신문 절차는 임의수사의 방법으로 진행되어야 하므로 피의자는 진술거부권이 있고 수사기관은 신문하기 전에 그 권리를 알려주어야 한다[7].

## 동석자의 진술
형사소송법 제244조의5는, 검사 또는 사법경찰관은 피의자를 신문하는 경우 피의자가 신체적 또는 정신적 장애로 사물을 변별하거나 의사를 결정·전달할 능력이 미약한 때나 피의자의 연령·성별·국적 등의 사정을 고려하여 그 심리적 안정의 도모와 원활한 의사소통을 위하여 필요한 경우에는, 직권 또는 피의자·법정대리인의 신청에 따라 피의자와 신뢰관계에 있는 자를 동석하게 할 수 있도록 규정하고 있다. 구체적인 사안에서 위와 같은 동석을 허락할 것인지는 원칙적으로 검사 또는 사법경찰관이 피의자의 건강 상태 등 여러 사정을 고려하여 재량에 따라 판단하여야 할 것이나, 이를 허락하는 경우에도 동석한 사람으로 하여금 피의자를 대신하여 진술하도록 하여서는 안 된다. 만약 동석한 사람이 피의자를 대신하여 진술한 부분이 조서에 기재되어 있다면 그 부분은 피의자의 진술을 기재한 것이 아니라 동석한 사람의 진술을 기재한 조서에 해당하므로, 그 사람에 대한 진술조서로서의 증거능력을 취득하기 위한 요건을 충족하지 못하는 한 이를 유죄 인정의 증거로 사용할 수 없다.

## 검사작성 피의자신문조서
'적법한 절차와 방식에 따라 작성된 것으로서 피고인이 법정에서 진정성립을 인정하는 경우 특신상태가 인정되면 증거능력을 부여한다. 즉 형식적 실질적 진정성립을 모두 인정해야만 조서를 증거로 사용할 수 있게 된다.피의자의 진술을 녹취 내지 기재한 서류 또는 문서가 수사기관에서의 조사과정에서 작성된 것이라면 그것이 진술조서, 진술서, 자술서라는 형식을 취하였다 하더라도 피의자신문조서와 달리 볼 수 없다.

## 같이 보기
- 피의자신문조서
- 대한민국 형사소송법 제200조 피의자조사
- 대한민국 형사소송법 제200조의2 영장에 의한 체포
- 대한민국 형사소송법 제242조 피의자신문
- 대한민국 형사소송법 제244조 피의자신문조서의 작성